# Muriel Humphrey
Muriel Humphrey (Huron, 1912. február 20. – Minneapolis, 1998. szeptember 20.) az Amerikai Egyesült Államok szenátora (Minnesota, 1978) és korábban second ladyje.